# Nevada County (Kalifornien)
Nevada County ist ein County in der Sierra Nevada im US-Bundesstaat Kalifornien. Der Verwaltungssitz (County Seat) ist Nevada City.

## Geographie
Das County hat eine Gesamtfläche von 2524 Quadratkilometern. Davon sind 44 Quadratkilometer Wasserfläche (1,73 Prozent). Es grenzt im Uhrzeigersinn an die Countys: Sierra County, Washoe County, Placer County und Yuba County.

## Geschichte
Das Nevada County wurde im Jahr 1851 aus Teilen des Yuba County gegründet. Es hat seinen Namen von der Goldgräberstadt Nevada City, die wiederum ihren Namen von der Sierra Nevada hat.
Im Nevada County liegt eine National Historic Landmark, die Donner Camp Sites. 22 weitere Bauwerke und Stätten des Countys sind im National Register of Historic Places eingetragen.

## Demografische Daten

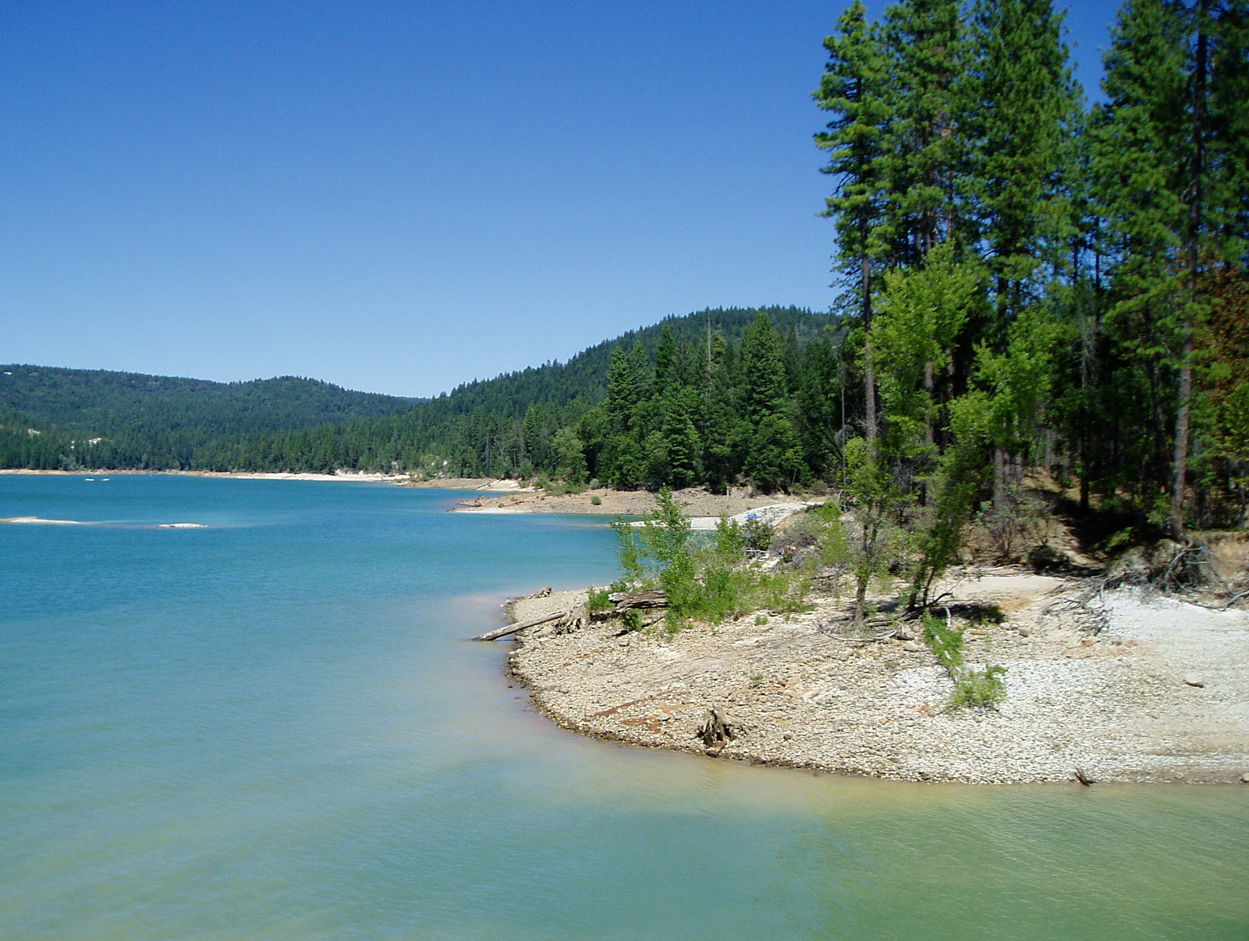
Der Scott Flat Lake

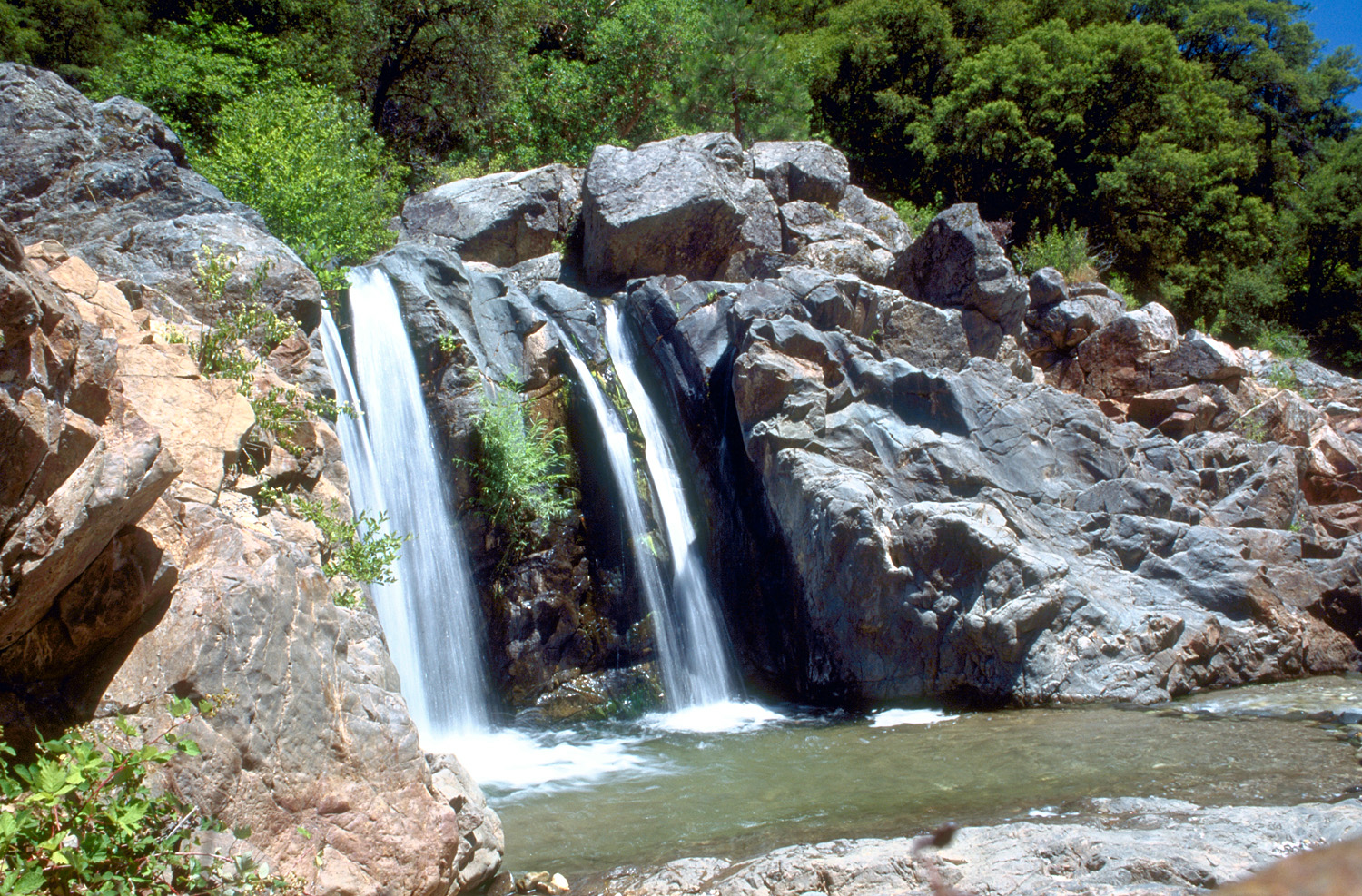
Oberlauf des Yuba Rivers im South Yuba River State Park

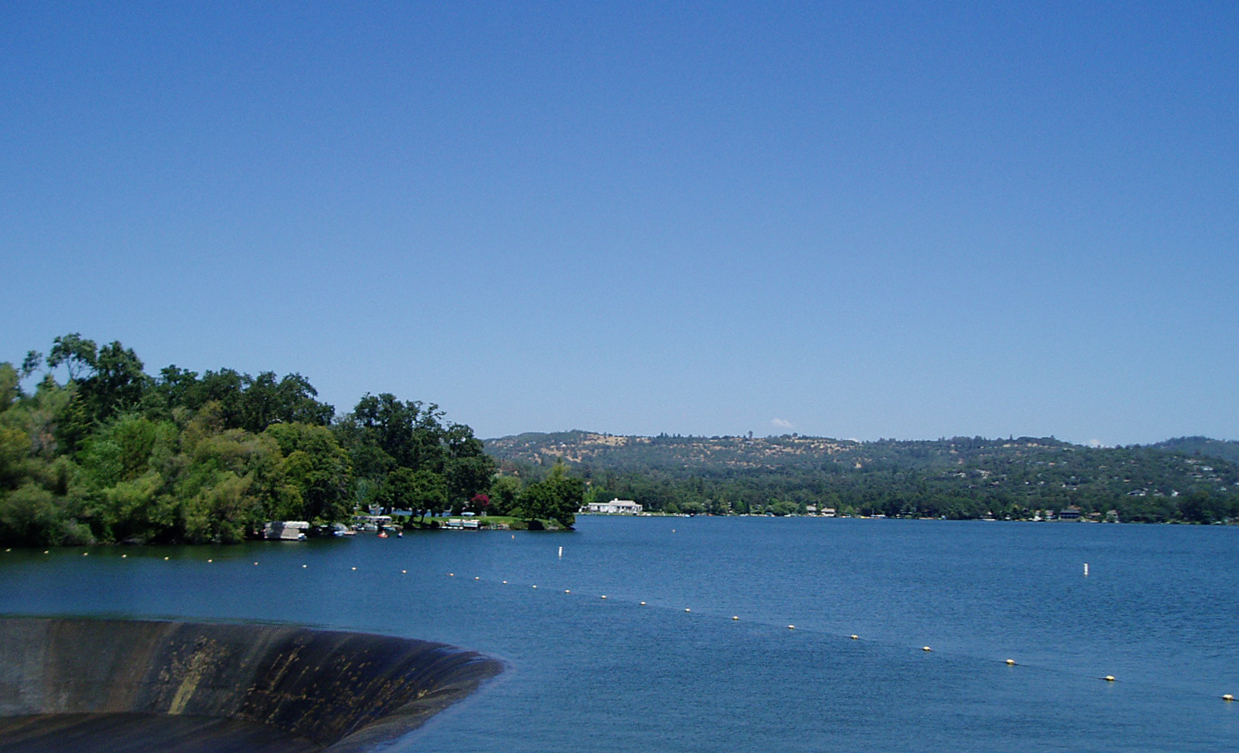
Der Lake Wildwood

Nach der Volkszählung im Jahr 2000 lebten im Nevada County 92.033 Menschen. Es gab 36.894 Haushalte und 25.936 Familien. Die Bevölkerungsdichte betrug 37 Einwohner pro Quadratkilometer. Ethnisch betrachtet setzte sich die Bevölkerung zusammen aus 93,39 % Weißen, 0,28 % Afroamerikanern, 0,88 % amerikanischen Ureinwohnern, 0,78 % Asiaten, 0,09 % Bewohnern aus dem pazifischen Inselraum und 1,94 % aus anderen ethnischen Gruppen; 2,64 % stammten von zwei oder mehr ethnischen Gruppen ab. 5,65 % der Bevölkerung waren spanischer oder lateinamerikanischer Abstammung.
Von den 36.894 Haushalten hatten 28,70 % Kinder und Jugendliche unter 18 Jahre, die bei ihnen lebten. 57,60 % waren verheiratete, zusammenlebende Paare, 8,80 % waren allein erziehende Mütter. 29,70 % waren keine Familien. 22,80 % waren Singlehaushalte und in 9,80 % lebten Menschen im Alter von 65 Jahren oder darüber. Die Durchschnittshaushaltsgröße betrug 2,47 und die durchschnittliche Familiengröße lag bei 2,88 Personen.
Auf das gesamte County bezogen setzte sich die Bevölkerung zusammen aus 23,10 % Einwohnern unter 18 Jahren, 6,10 % zwischen 18 und 24 Jahren, 24,10 % zwischen 25 und 44 Jahren, 29,30 % zwischen 45 und 64 Jahren und 17,40 % waren 65 Jahre alt oder darüber. Das Durchschnittsalter betrug 43 Jahre. Auf 100 weibliche Personen kamen 98,30 männliche Personen, auf 100 Frauen im Alter ab 18 Jahren kamen statistisch 94,70 Männer.
Das jährliche Durchschnittseinkommen eines Haushalts betrug 45.864 USD, das Durchschnittseinkommen der Familien betrug 52.697 USD. Männer hatten ein Durchschnittseinkommen von 40.742 USD, Frauen 27.173 USD. Das Prokopfeinkommen betrug 24.007 USD. 8,10 % Prozent der Bevölkerung und 5,50 % der Familien lebten unterhalb der Armutsgrenze. 9,50 % davon waren unter 18 Jahre und 4,90 % waren 65 Jahre oder älter.

## Orte im County

### City
- Grass Valley

### Towns
- Nevada City (County Seat)
- Truckee

### CDPs
- Alta Sierra
- Floriston
- Graniteville
- Kingvale‡
- Lake of the Pines
- Lake Wildwood
- North San Juan
- Penn Valley
- Rough and Ready
- Soda Springs
- Washington

‡ Dieser Ort liegt teilweise in einem benachbarten County